# Großsteingrab Skuldelev Marker 1
Das Großsteingrab Skuldelev Marker 1 war eine megalithische Grabanlage der jungsteinzeitlichen Nordgruppe der Trichterbecherkultur im Kirchspiel Skuldelev in der dänischen Kommune Frederikssund. Es wurde um 1853 zerstört.

## Lage
Das Grab lag östlich von Brandbjerggård, nördlich des Skuldelevvej auf erhöhtem Gelände. In der näheren Umgebung gibt bzw. gab es mehrere weitere megalithische Grabanlagen.

## Forschungsgeschichte
Um 1853 wurde das Grab durch den damaligen Hofbesitzer abgetragen. Im Jahr 1873 führten Mitarbeiter des Dänischen Nationalmuseums eine Dokumentation der Fundstelle durch. Zu dieser Zeit waren keine baulichen Überreste mehr auszumachen.

## Beschreibung
Die Anlage bestand aus zehn Steinen, die in einem ost-westlich orientierten Oval angeordnet waren. Wahrscheinlich handelte es sich um die Wandsteine der Grabkammer. Von einem möglichen Gang ist nichts bekannt. Über die Maße der Anlage und die Form der Hügelschüttung liegen keine Angaben vor.